# Marie-Byrd-Land
Das Marie-Byrd-Land (auch bekannt als Byrd-Land) ist eine Region von Westantarktika. Mit einer Fläche von 1.610.000 km² gilt es als die größte unbeanspruchte Region der Welt. 

## Geografie
Das Marie-Byrd-Land, das am Nordrand des Westantarktischen Grabensystems liegt, befindet sich östlich des Ross-Schelfeises sowie des Rossmeeres (zwischen 158° W und 103° 24′ W). Die Region weist vulkanische Aktivität auf. Insgesamt befinden sich 23 große Vulkane in dem Gebiet, zwei wichtige sind der Mount Murphy und der Mount Takahe. Der auch dazu zählende Mount Sidley stellt mit 4181 m die höchste dortige Erhebung dar.

## Geschichte
Der US-amerikanische Antarktisforscher Richard Evelyn Byrd erforschte während der Byrd Antarctic Expedition 1929 diesen Teil von Antarktika, den er nach seiner Ehefrau benannte. Seine geografische Erforschung erfolgte auf Byrds zweiter Expedition (1933 bis 1935) und der United States Antarctic Service Expedition (1939 bis 1941). Bereits im Januar 1902 war die im Nordwesten befindliche Edward-VII-Halbinsel entdeckt worden.

## Politischer Status

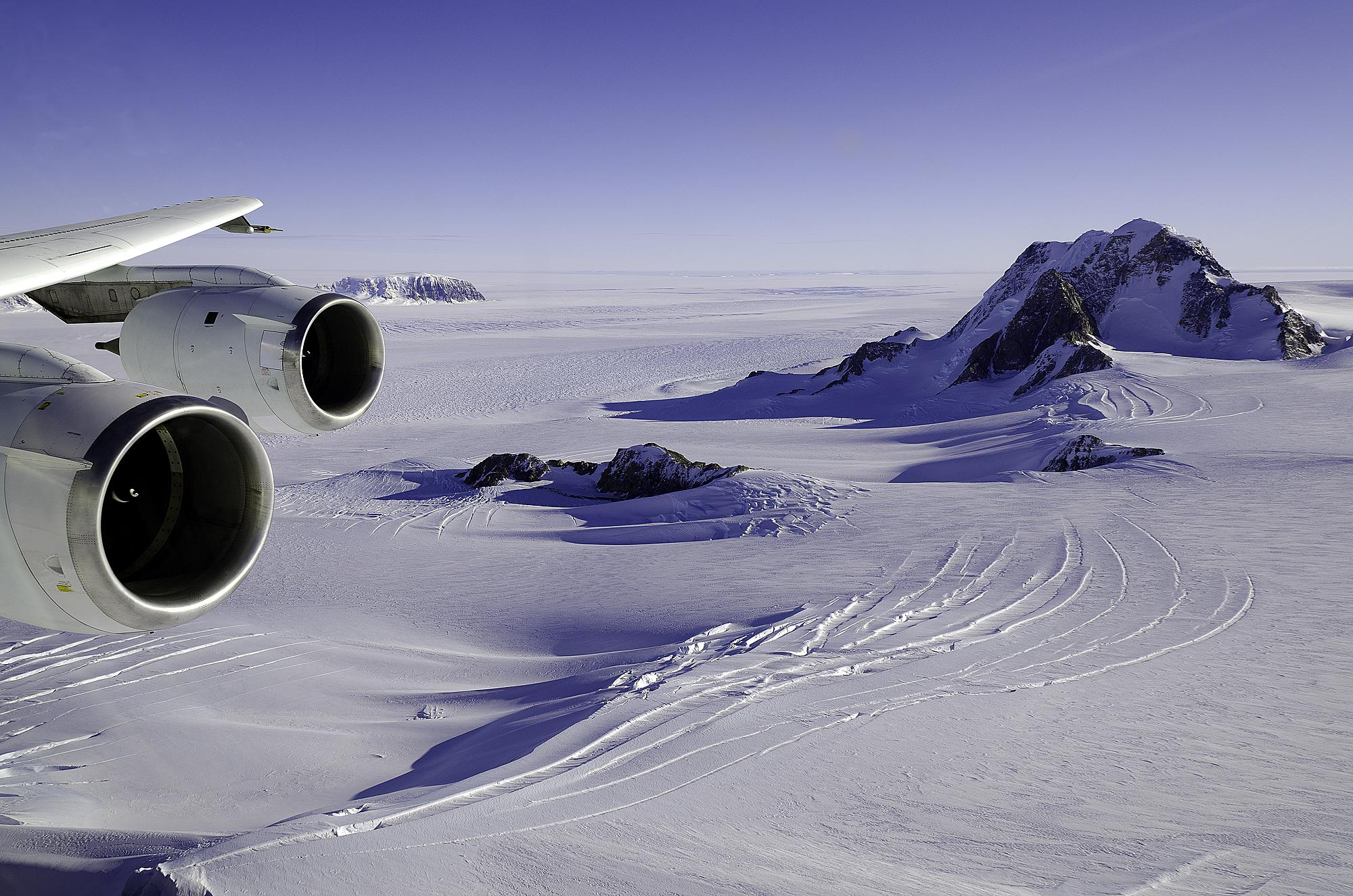
Gletscher und Nunataks in Marie-Byrd-Land

Das Marie-Byrd-Land gilt mit ca. 1.610.000 km² als das flächengrößte Niemandsland der Erde, es ist neben dem Bir Tawil in Afrika eines von weltweit zwei Gebieten, die weder eine Form eigener oder fremder Verwaltungsstruktur haben noch von einem anderen Staat beansprucht werden. Dies gilt jedoch nur für den größten Teil des Marie-Byrd-Landes – der Küstenstreifen zwischen 150° West und dem Ross-Meer und -Schelfeis wird als Teil der Ross Dependency von Neuseeland beansprucht.
2025 wurde bekannt gegeben, das China seine sechste Forschungsstation im Marie-Byrd-Land errichten möchte. Die Station, die in den Sommermonaten bis zu 25 Forscher beherbergen soll, soll 2027 eröffnet werden.